# American bully
American bully – utworzona w latach 80. XX wieku rasa psów, w 2004 roku została uznana przez American Bully Kennel Club (ABKC), a następnie przez European Bully Kennel Club (EBKC) w 2008 roku. 

## Rys historyczny
American bully powstał w latach 80. XX wieku. Co najmniej pięć innych ras zostało wykorzystanych do stworzenia dzisiejszego bully, główną z nich był amerykański pit bull terrier. 
Rasa została po raz pierwszy uznana przez American Bully Kennel Club (ABKC), w 2004 roku. Rozwój i popularność rasy są powszechnie związane z rozwojem kultury hip-hopowej. American bully nie powinien być mylony z kilkoma innymi rasami typu buldoga. 

## Odmiany
American bully posiada cztery odmiany, różnią się one wysokością i masą.

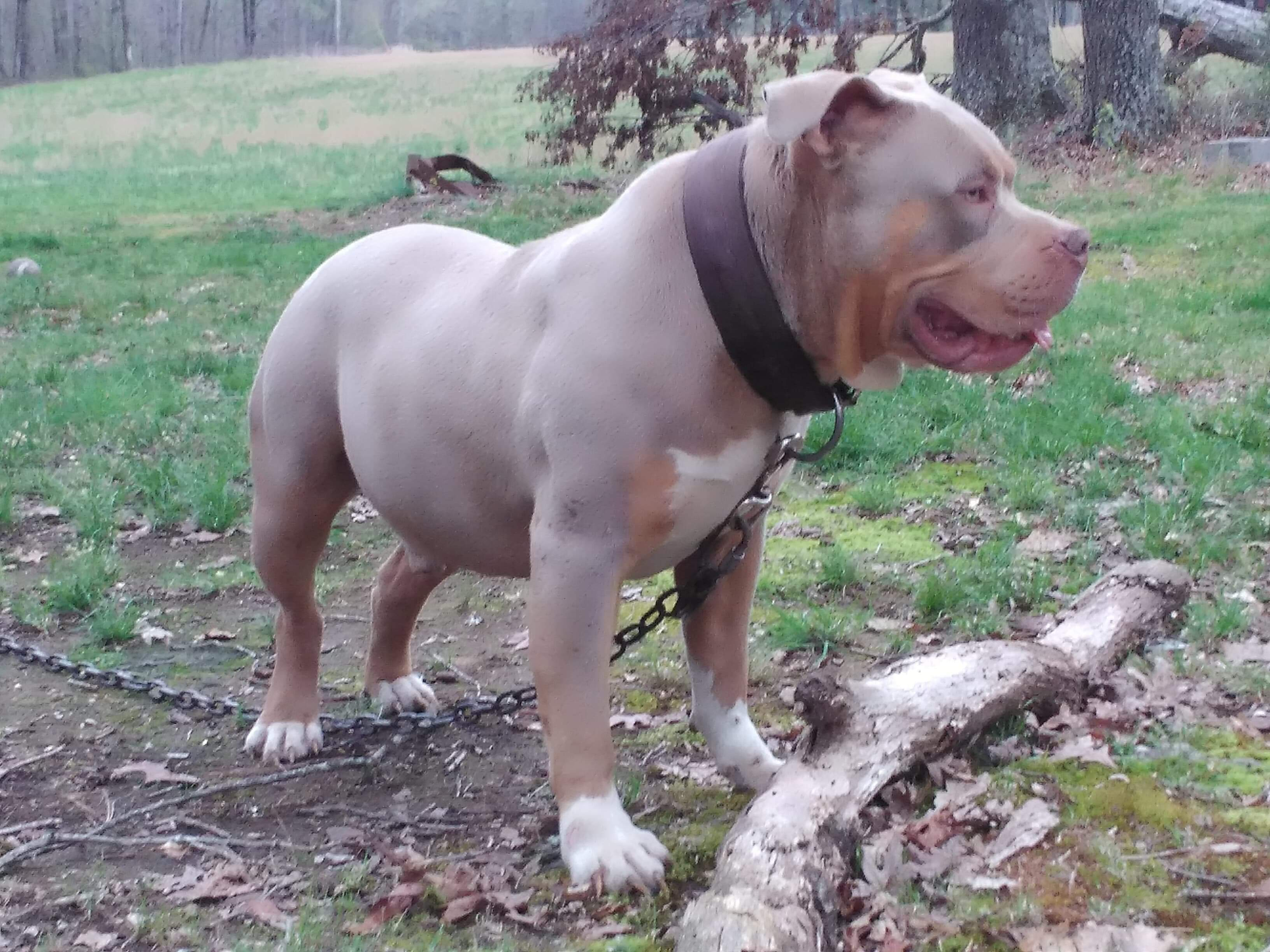
American Bully odmiana Standard

### Standard
Standardowa odmiana American bully to pies średniej wielkości o zwartym, masywnym i muskularnym ciele oraz ciężkiej budowie kości. Samce mają od 43 do 51 cm wysokości, a suki mają od 41 do 48 cm wysokości.

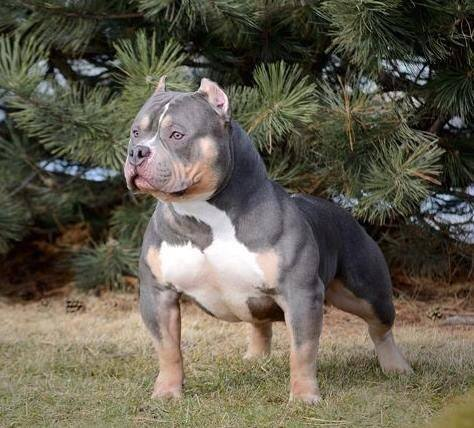
Odmiana Pocket

### Pocket
Typ "pocket" jest mniejszą odmianą od innych, dorosły samiec ma od 36 do 43 cm wysokości, a samice od 33 do 41 cm wysokości.

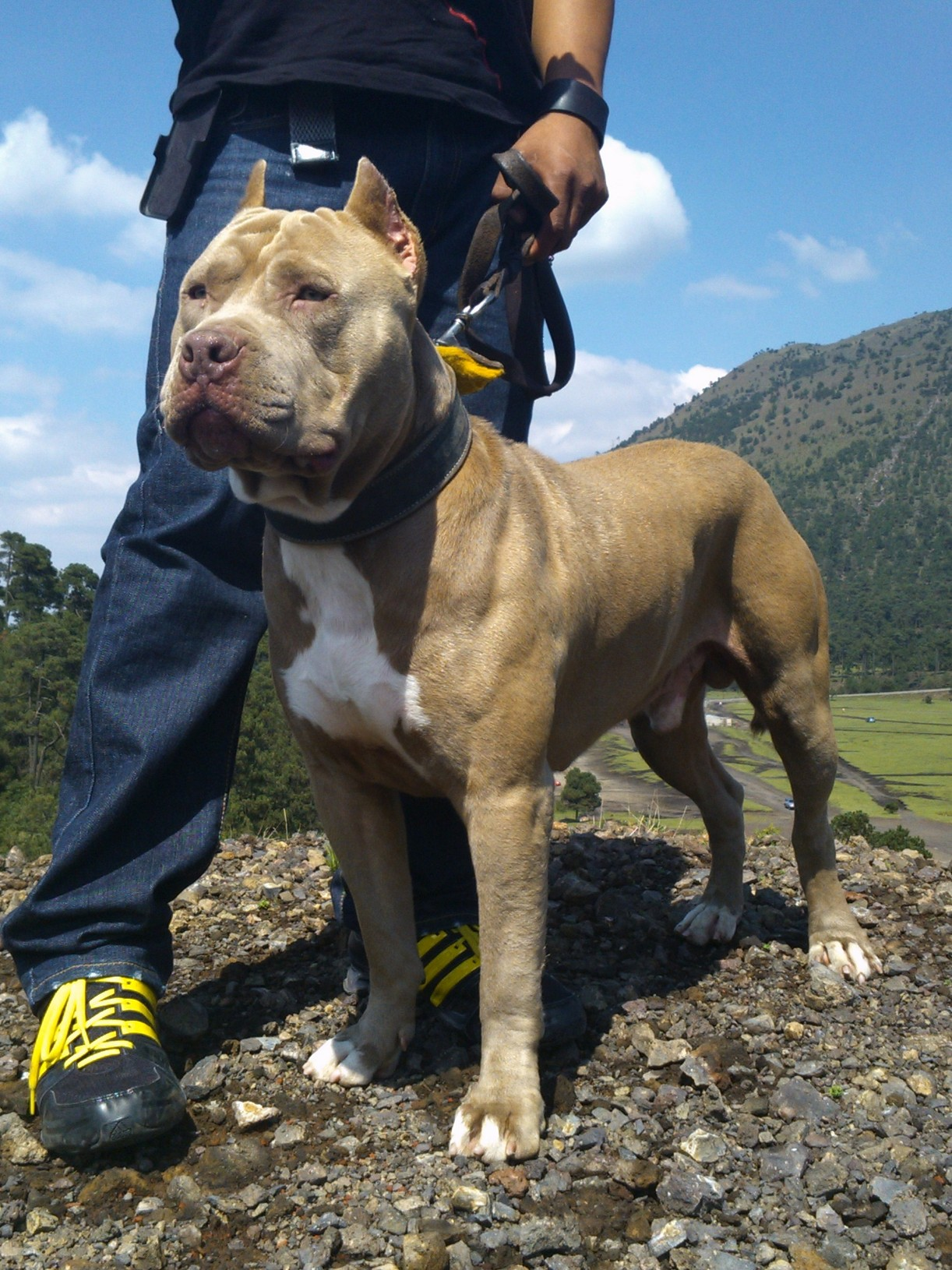
Odmiana XL

### XL
Typ XL został tak nazwany ze względu na wzrost tej odmiany bully. Samce mają od 51 do 57 cm wysokości, a samice od 48 do 54 cm wysokości. Hodowla zakazana w Wielkiej Brytanii i Walii.

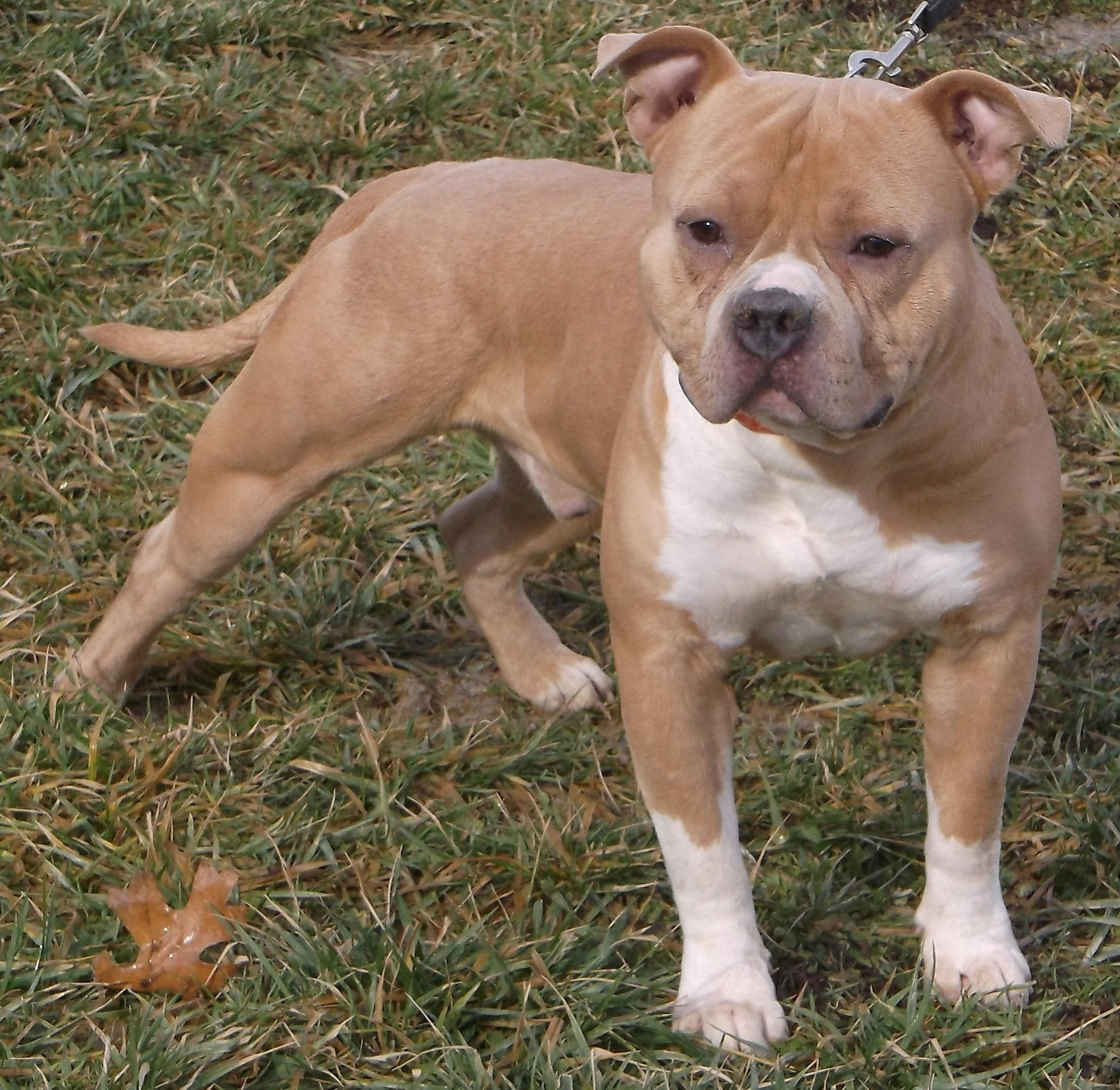
Odmiana Classic

### Classic
Typ classic jest psem lżejszym niż standardowy. Psy te nie wykazują charakterystycznych cech często spotykanych w innych odmianach.

### EXTREME
Poza standardowymi odmianami hodowano też psy niższe lub wyższe niż inne odmiany. Mniejsze psy są nazywane „Micro”, a większe - „XXL”, jednak żadne z nich nie są uznawane przez kluby kynologiczne za legalne odmiany. Nielegalne odmiany nazywa się „EXTREME”

## Charakter i zachowanie
American bully jest psem dającym się łatwo wyszkolić, przez miłośników często uznawany jest za kochającego towarzysza.
Wielka Brytania z dniem 31 grudnia 2023 r. zakazała m.in. hodowli, reklamowania, darowania, wypuszczania i porzucania psów rasy bully XL. W opinii rządu Wielkiej Brytanii, psy tej rasy szczególnie często atakowały ludzi, a wyniku tych ataków 23 osoby w latach 2021-2023 straciły życie.